# ويليام باركر (لاعب كريكت بريطاني)
ويليام باركر (1857 في المملكة المتحدة - ) (بالإنجليزية: William Barker)‏ هو لاعب كريكت بريطاني.

## وصلات خارجية
- ويليام باركر على موقع إي آس بي آن كريك إنفو (الإنجليزية)